# Gargüera (kommunhuvudort)
Gargüera är en kommunhuvudort i Spanien.   Den ligger i provinsen Provincia de Cáceres och regionen Extremadura, i den centrala delen av landet, 190 km väster om huvudstaden Madrid. Gargüera ligger 524 meter över havet och antalet invånare är 160.
Terrängen runt Gargüera är kuperad norrut, men söderut är den platt. Runt Gargüera är det ganska glesbefolkat, med 23 invånare per kvadratkilometer. Närmaste större samhälle är Plasencia, 14,1 km väster om Gargüera. 